# リリパットアーミーII
リリパットアーミーII（リリパットアーミーセカンド）は、日本の劇団。座長はわかぎゑふ。
1986年中島らも主催・笑殺軍団リリパットアーミーとして設立。当時のメンバーとして桂吉朝、松尾貴史、チチ松村などが参加。
その後、リリパットアーミーに改名し、設立時から参加していたわかぎゑふらも加わる。
2003年、わかぎゑふが2代目座長を継ぎ、リリパットアーミーIIに改名。

## 主な俳優
- わかぎゑふ
- 朝深大介
- コング桑田
- 野田晋市
- 千田訓子
- 上田 宏
- 谷川未佳
- 祖父江伸如
- 福井千夏

## 主な作品
2003年
- 空天華

2004年
- ちゃちゃちゃ～ある洋服職人の物語～

2005年
- ピンクピッグブルース
- 時の男～匂うがごとく今盛りなり～

2006年
- 夜の姉妹
- 天下御免の馬侍（中ノ島演劇祭参加作品）

2007年
- 大阪芝居～街編～
- 夜の姉妹

2008年
- 罪と、罪なき罪
- 大阪芝居～ウェディング編～
- 時の男～higauta～（2008年10月 大阪･東京）

## ラックシステム
リリパットアーミーII座長わかぎゑふが1994年に作った演劇ユニット。20世紀の大阪の人情劇を中心に描かれている。
大阪の芝居らしい「お」で始まるタイトルでも有名。
繰り返し何度も上演されても観客を動員することから関西小劇場界のネオ商業演劇といわれている。
2001年「お祝い」でわかぎゑふが大阪府舞台芸術賞奨励賞を受賞。

### 過去の作品
1994年
- お花見

1995年
- お正月

1997年
- お見合

2000年
- お祝い

2001年
- お祝い
- お正月

2002年
- お弁当

2003年
- お見合

2004年
- お正月
- お祝い

2005年
- お願い

2006年
- お願い

2007年
- おたのしみ

2008年
- お見合い

2009年
- お弔い